# Chrám svatého Dmitrije ze Soluně (Vladimir)
Chrám svatého Dmitrije ze Soluně (rusky Дмитриевский собор) je pravoslavný chrám v ruském Vladimiru, vystavěný koncem 12. století na příkaz vladimirského knížete Vsevoloda III. jako součást jeho paláce. Zasvěcen byl sv. Dmitriji ze Soluně. Je ceněn pro své vzácné kamenné reliéfy, kterých je na budově okolo 600 a zobrazují světce, mytická i reálná zvířata
Od roku 1992 je v rámci Bílých památek Vladimiru a Suzdalu zanesen na seznam světového dědictví UNESCO.

## Historie
Datum výstavby není úplně jisté, nicméně na základě údajů vladimirského kronikáře se předpokládá, že se tak stalo v letech 1194-1197. Tentýž kronikář také vyzdvihuje skutečnost, že na stavbu chrámu sv. Dmitrije „nehledali mistry z němec“, že na ní pracovali pouze ruští stavitelé. Naráží tak nejspíše na německé mistry, vyslané Fridrichem I. Barbarossou, kteří stojí za realizací vladimirského Chrámu Zesnutí přesvaté Bohorodice či nedalekého bogoljubského Chrámu Pokrovu na Něrli. Roku 1197 také svatostánek získal své dvě hlavní relikvie - tzv. „náhrobní desku“, což je ve skutečnosti ikona sv. Dmitrije v životní velikosti, a část mučedníkovy košile, potřísněnou údajně jeho krví. Tyto relikvie pochází ze Soluně a dodnes není zcela jasné, jak k nim Vsevolod III. přišel. Zřejmě jejich nabytí souvisí s jeho sedmiletým vyhnanstvím.
Současná podoba chrámu se od té původní značně odlišuje. Stavba byla totiž během stalení mnohokrát poškozena požáry a mnohokrát rekonstruována a přestavována. Největší škody na původním vzhledu chrámu však přinesly necitlivé zásahy v 19. století. Roku 1934 totiž Vladimir navštívil car Mikuláš I. a pokáral místní za špatný stav památné budovy. V letech 1834-1839 proto byla stržena původní nízká galerie, která chrám obklopovala a která byla značně zchátralá. V letech 1840-1847 proběhla renovace interiérů, při které byly nenávratně zničeny téměř všechny původní fresky. Navíc bylo do chrámu instalováno vytápění, kterým celá konstrukce značně trpěla.
Po nástupu bolševiků již v roce 1917 byl chrám prohlášen za památku staroruského umění a o rok později, byť byla země zmítána občanskou válkou, začaly práce na renovaci původních fresek z 12. století - pod chórem podařilo se obnovit kousek malby posledního soudu. Špatný stav celé budovy (způsobený hlavně nešťastným vytápěním) si vynutil zásadní rekonstrukci započatou roku 1937, která probíhala i navzdory probíhající válce. Poslední generální oprava proběhla v letech 1999-2004 - kamenné kvádry byly pokryty speciální ochrannou směsí a v interiéru byl zaveden systém udržování stálého mikroklimatu.

## Galerie

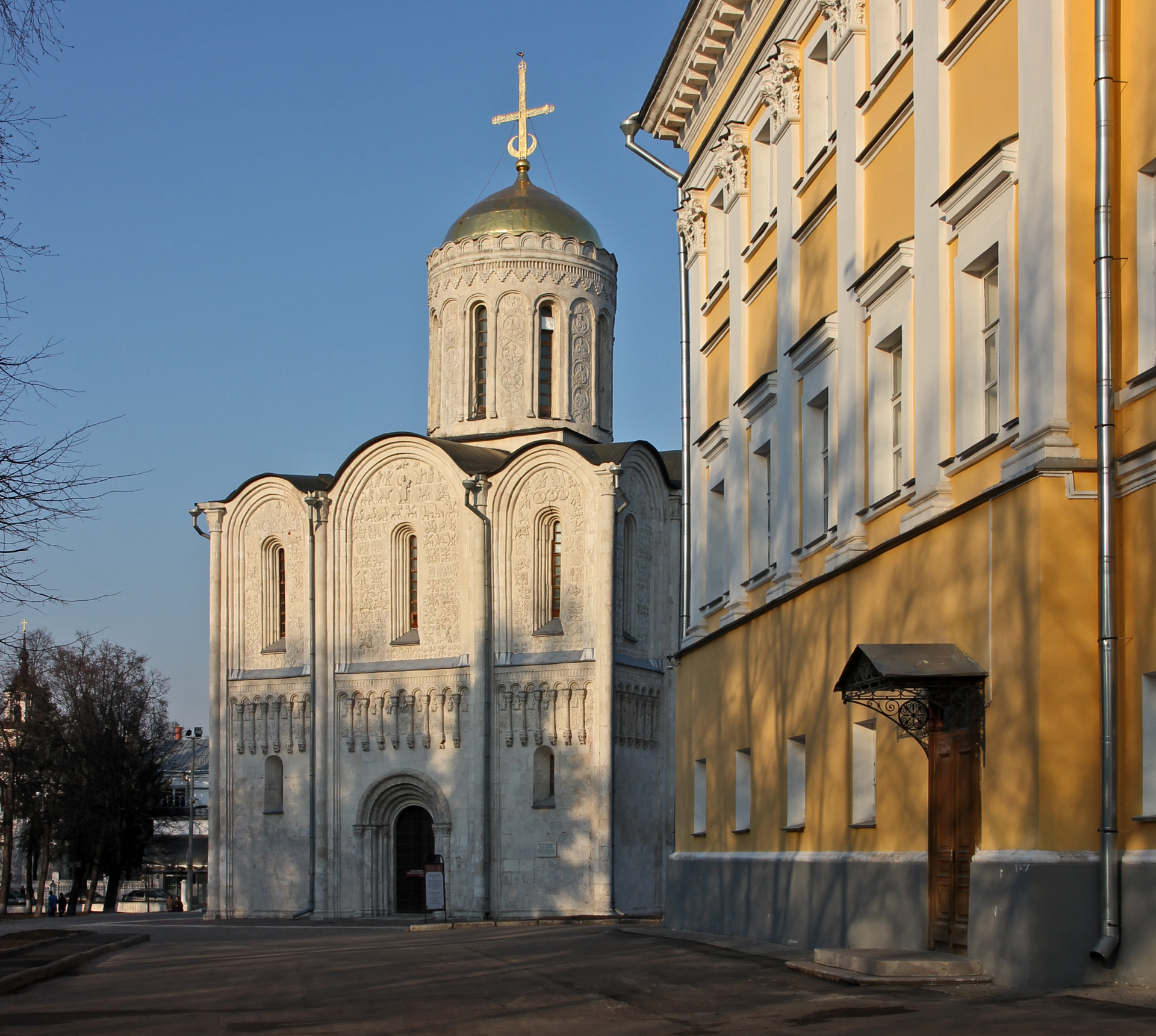
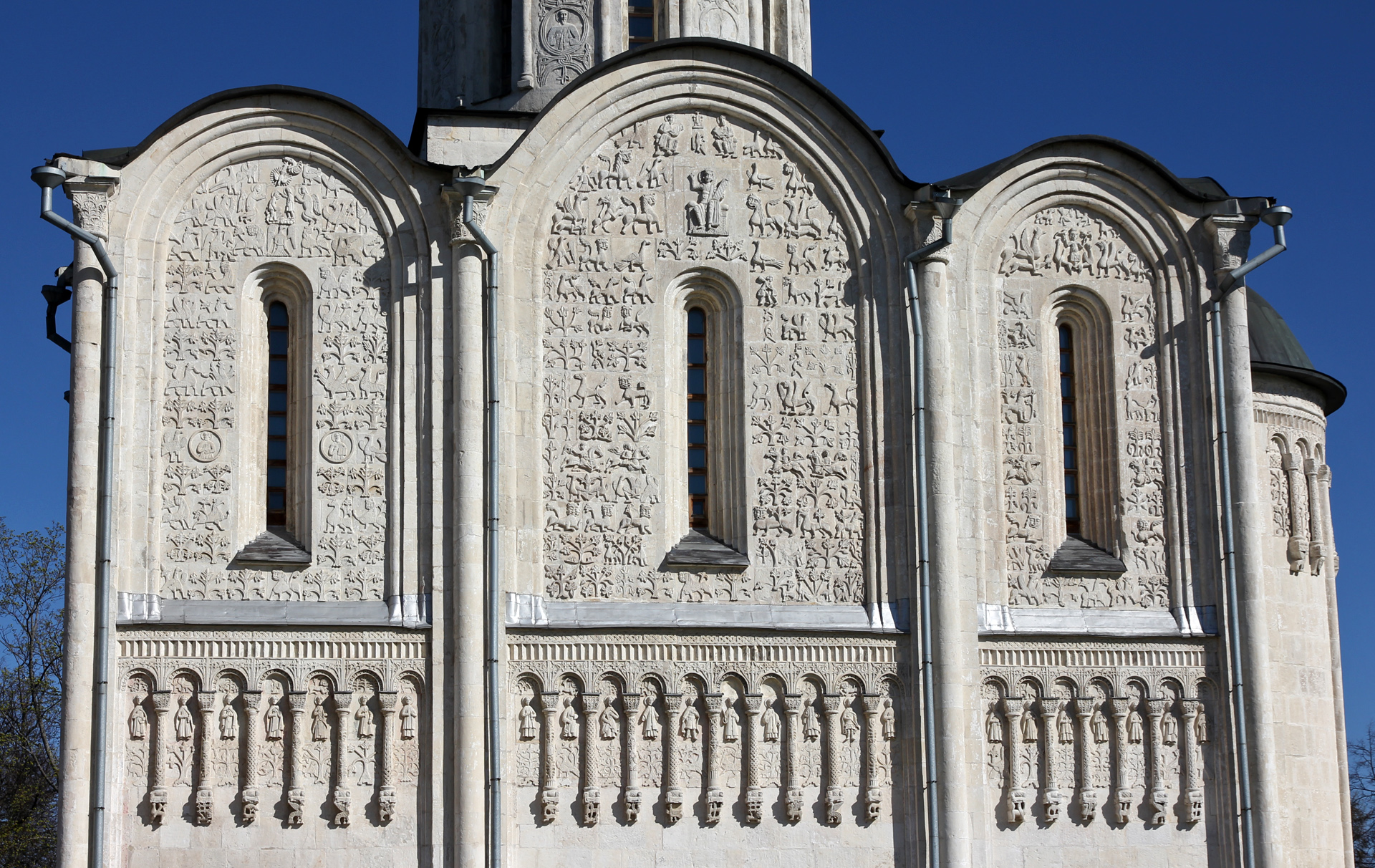
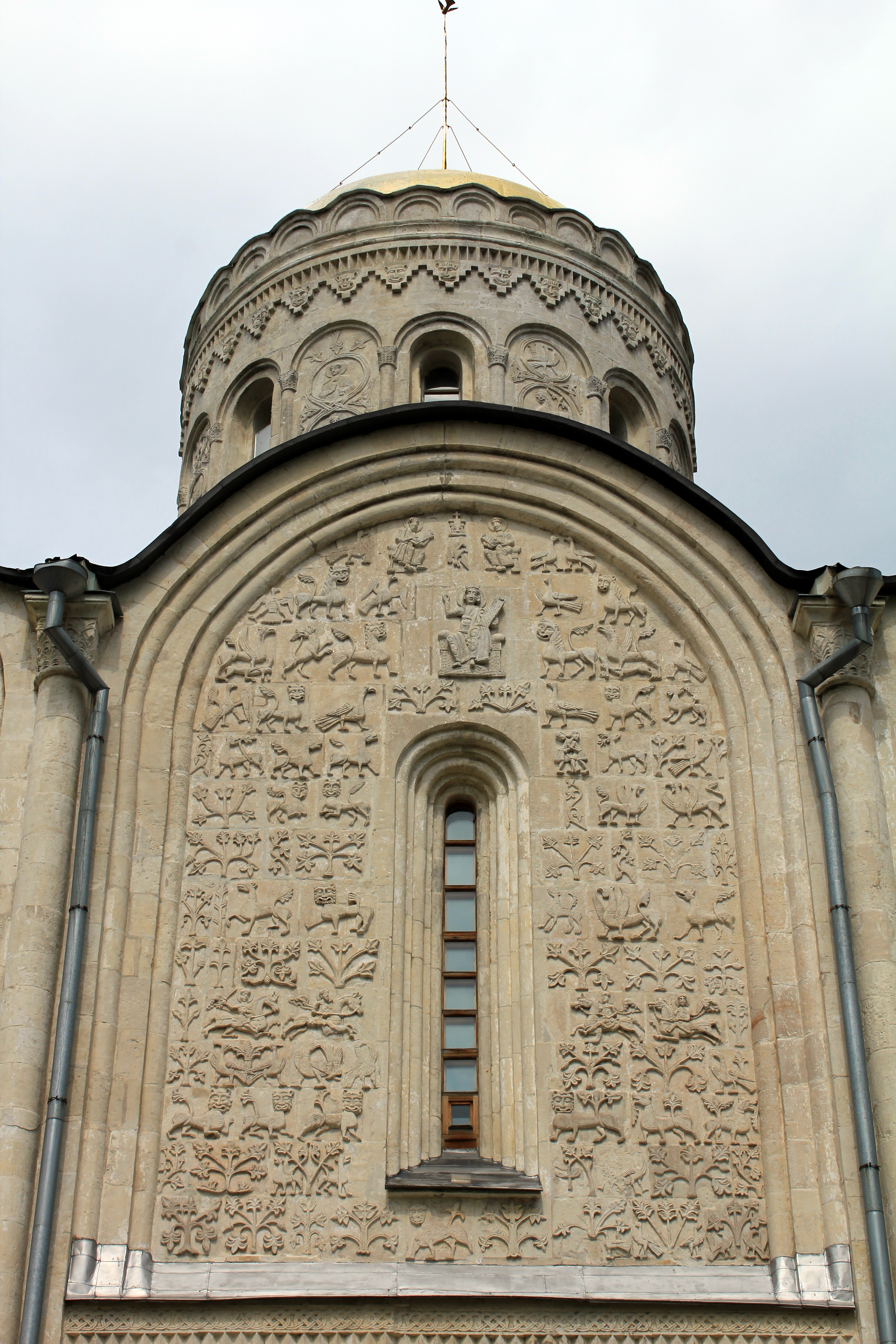
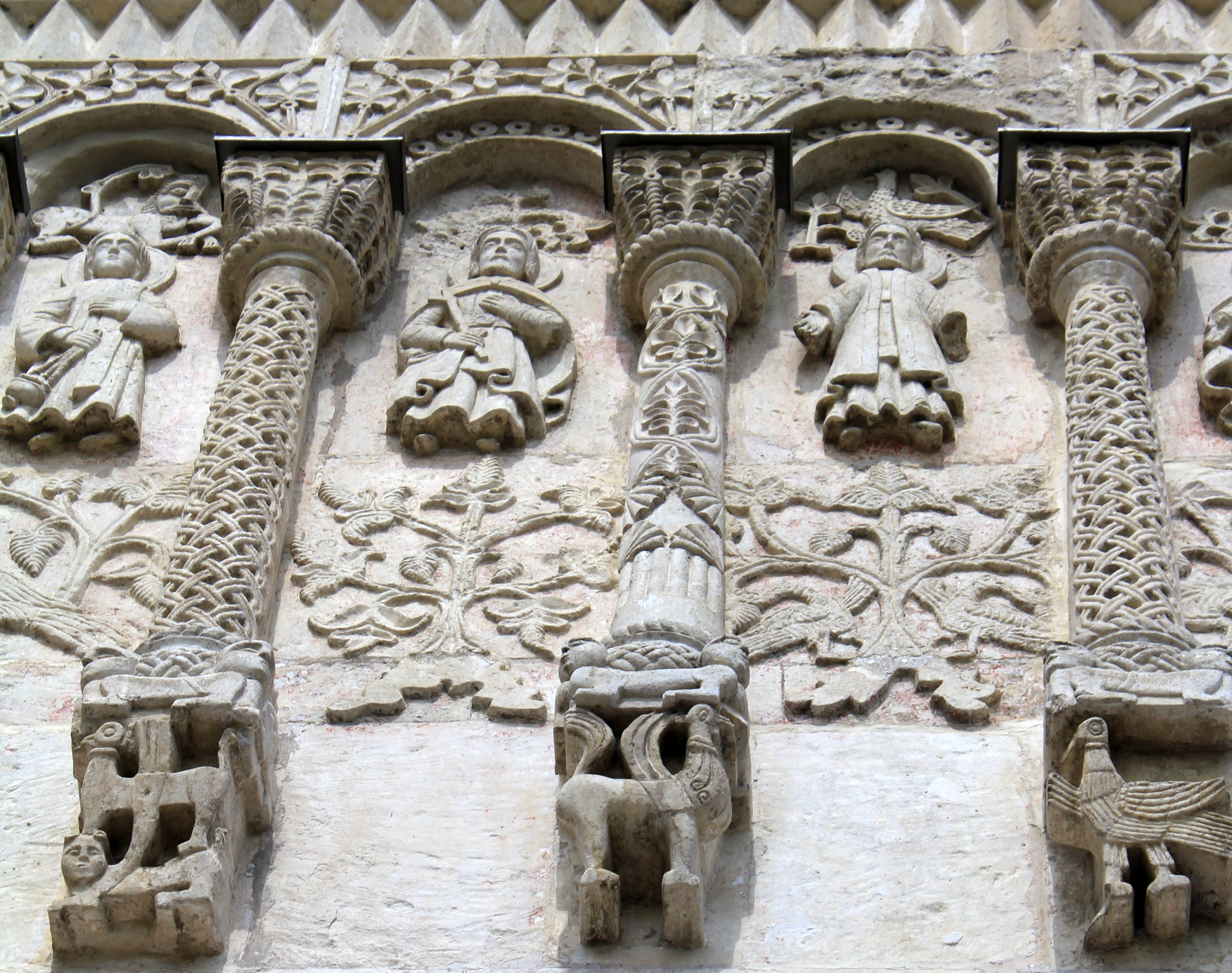
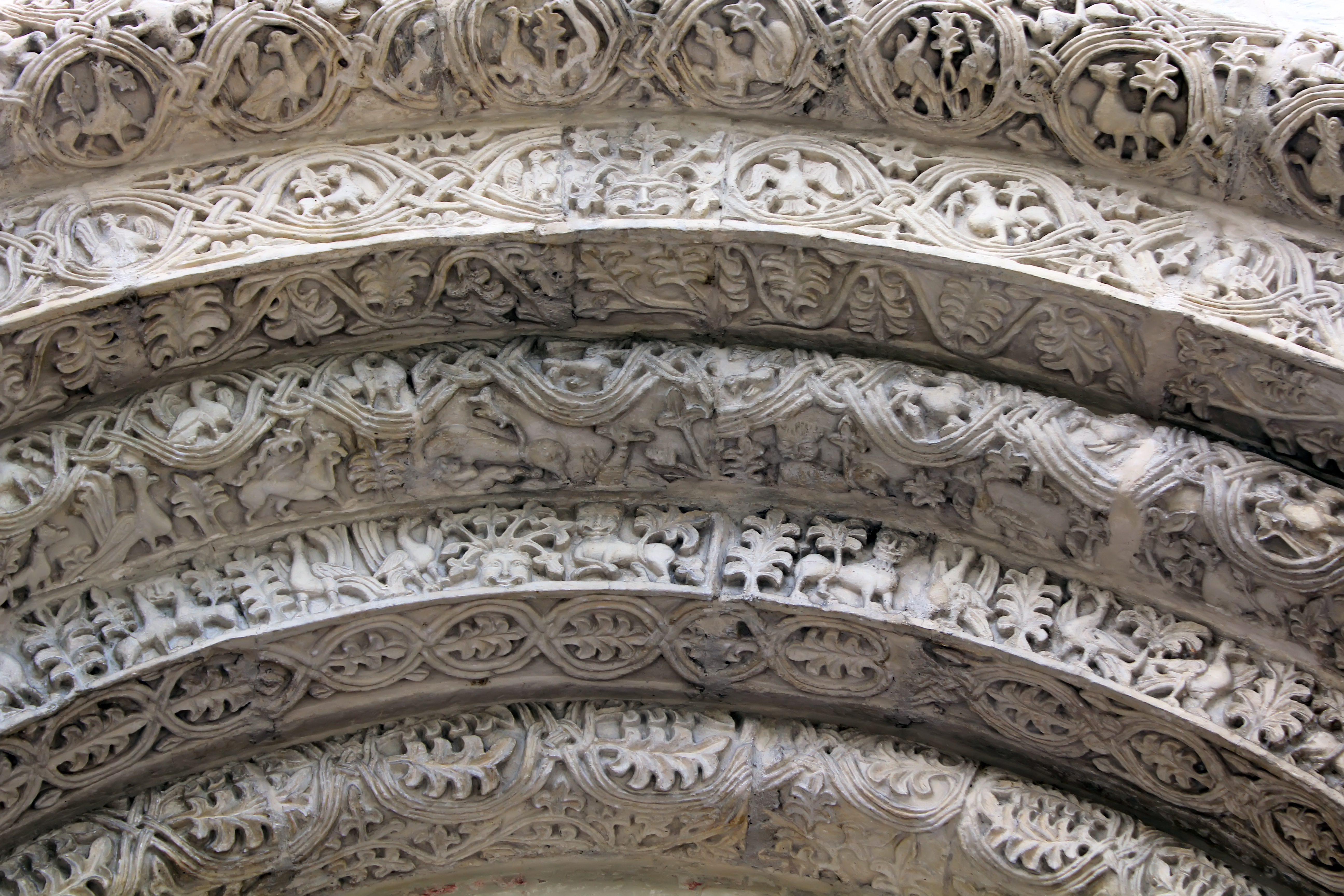
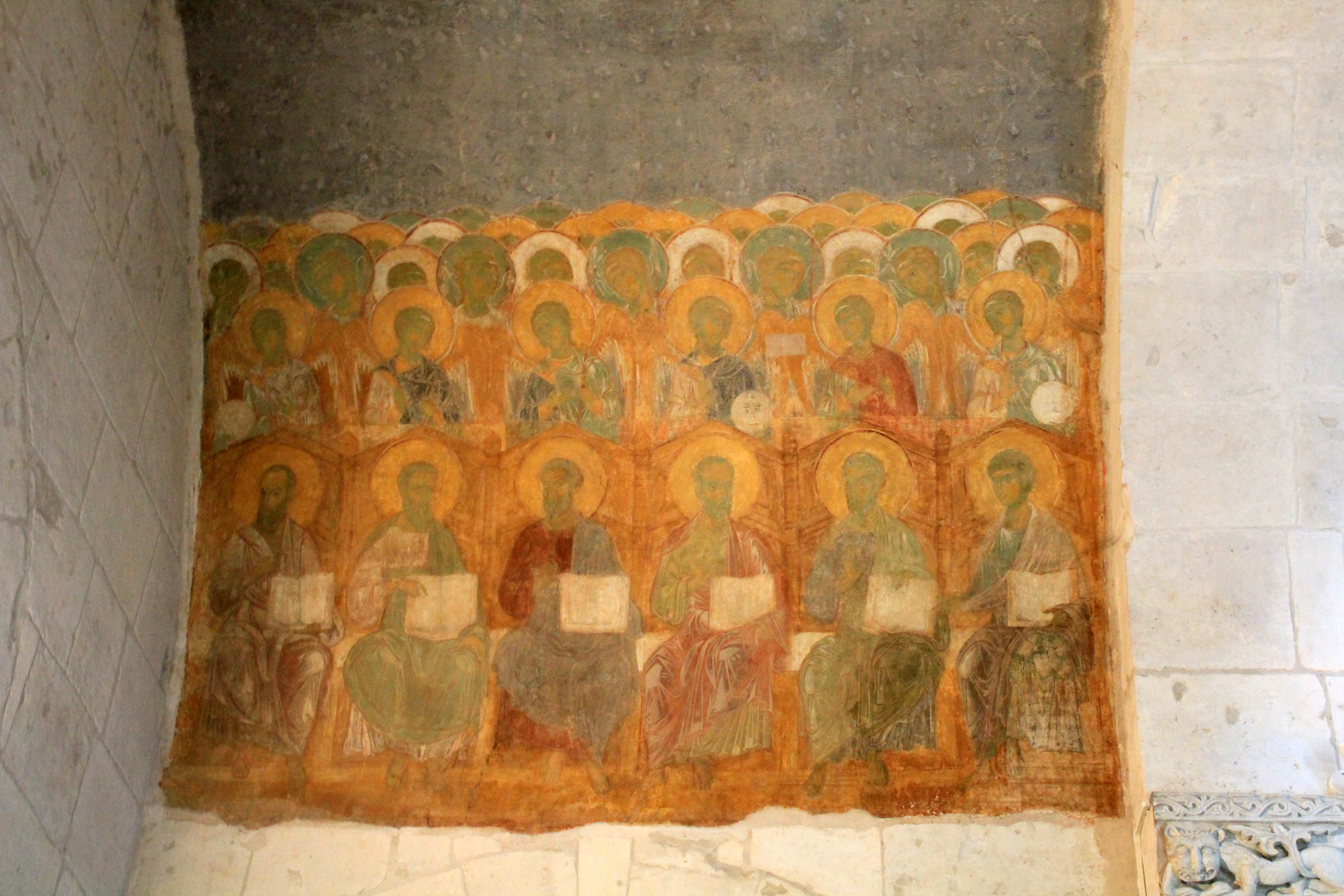
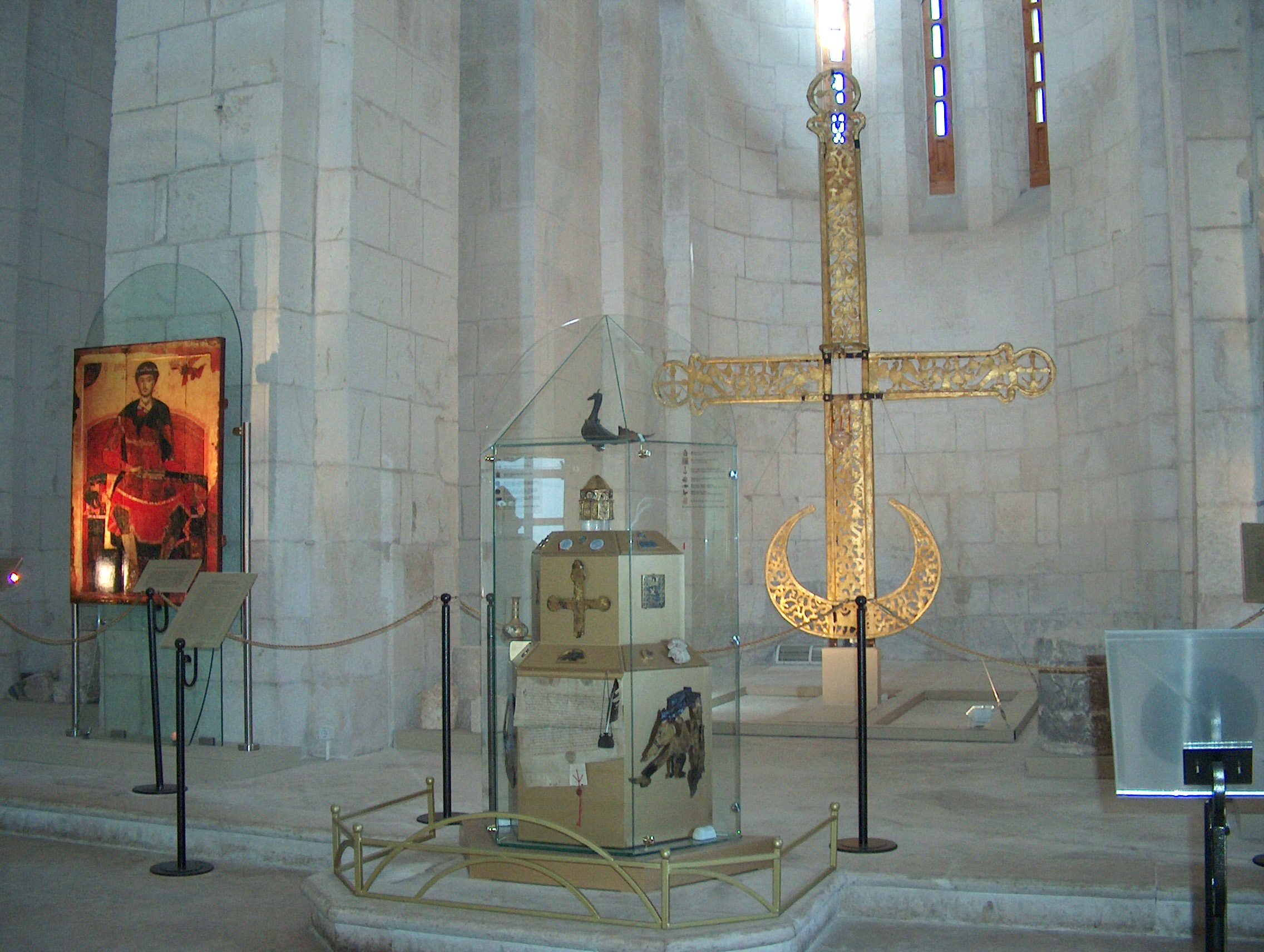
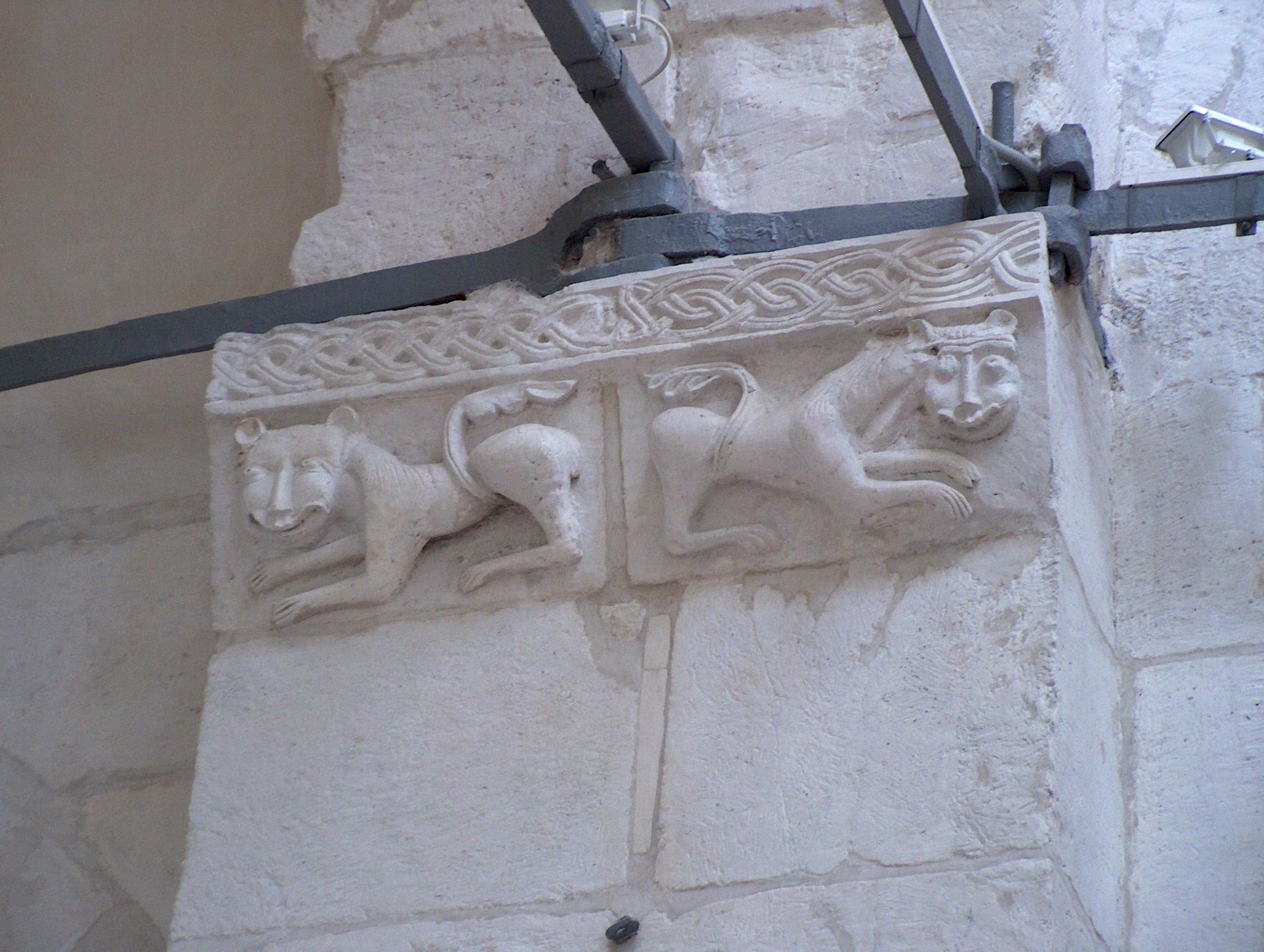
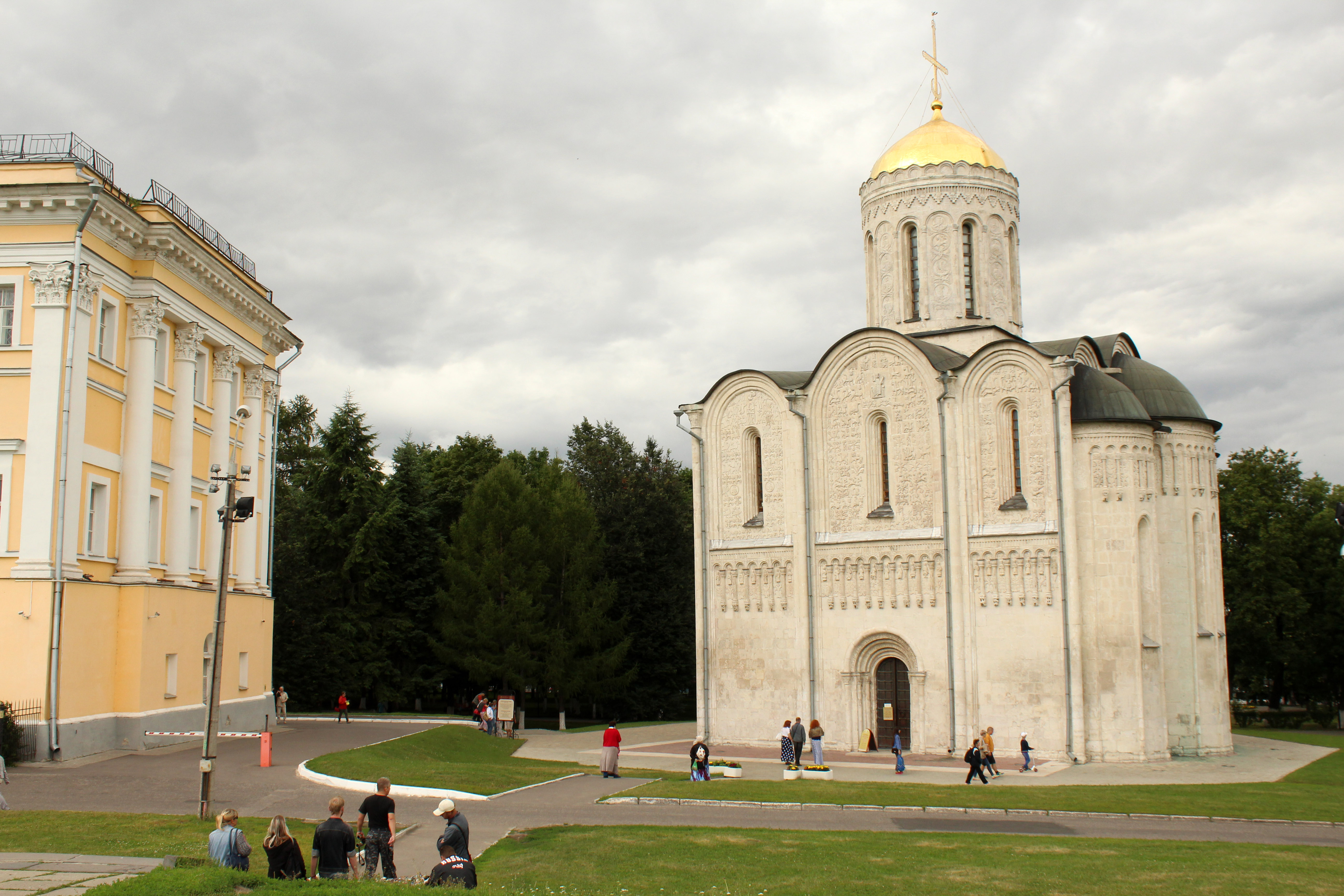